# Вечір блазнів
«Вечір блазнів» (швед. Gycklarnas afton, англ. Sawdust and Tinsel) — фільм Інгмара Бергмана 1953 року.

## Сюжет
У центрі сюжету — життя артистів бродячого цирку. Для того, щоб вирватися з лещат убогості, вони повинні пережити всі «принади» кочового життя. Проте суспільство не бажає приймати блазнів і клоунів, які повинні веселити народ. На арені їх зустрічають оплесками, а за кулісами — знущаннями й кепкуванням.
Директором провінційного цирку є Альберт Юханссон. Він втомився від бродячого життя і своєї молодої коханки Анни та мріє повернутися до своїх синів і стати доброчесним обивателем, який має рахунок у банку, і який любить сім'ю. Одного разу йому пощастило зустріти колишню дружину Агду. Він просить її повернутися, але дістає ввічливу відмову.
Між тим молода Анна зраджує Альберту з дамським угодником Франсом. Вона отримує від нього кулон, продавши який, за словами коханця, дівчина зможе безбідно жити упродовж цілого року. Проте коштовність виявляється підробкою. Юханссон, дізнавшись про зраду Анни, влаштовує їй грандіозний скандал. Він не може пробачити чергове приниження та викликає на бій Франса. Але в результаті саме Юханссон опиняється «на лопатках». Він погрожує пустити собі кулю в лоба, але в останню мить розвертає пістолет і стріляє у власне відображення в дзеркалі. Юханссону нічого не лишається, окрім як пробачити Анні, і вирушити знову в дорогу.

## Ролі
| Актор              | Роль             |
| ------------------ | ---------------- |
| Оці Гренберг       | Альберт Юханссон |
| Андерссон Гаррієт  | Анна             |
| Хассе Екман        | Франс            |
| Андерс Ек          | Фрост            |
| Гудрун Брост       | Альма            |
| Анніка Третов      | Агда             |
| Ерік Страндмарк    | Йенс             |
| Гуннар Бйорнстранд | пан Шуберг       |
| Курт Левгрен       | Курт Левгрен     |
| Кікі (актор)       | карлик           |

## Знімальна група
- Режисер — Інгмар Бергман
- Сценарист — Інгмар Бергман
- Продюсер — Руне Вальдекранц
- Композитор — Карл-Біргер Блумдаль